# Rajon Mjadsel

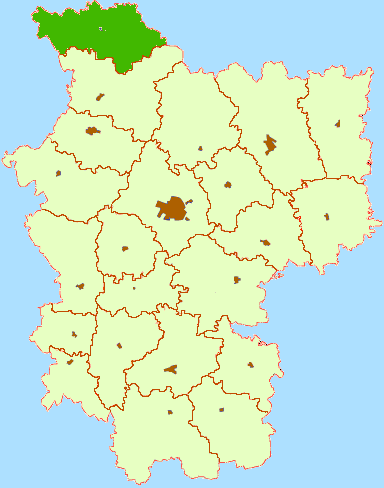
Rajon Mjadsel, Karte

Der Rajon Mjadsel (belarussisch Мядзельскі раён; russisch Мядельский район) ist eine Verwaltungseinheit in der Minskaja Woblasz in Belarus mit dem administrativen Zentrum in der Stadt Mjadsel. Die Fläche des Rajons beträgt 2000 km².

## Geographie
Mjadsel ist der nördlichste Rajon in der Minskaja Woblasz und grenzt im Süden an den Rajon Wilejka.

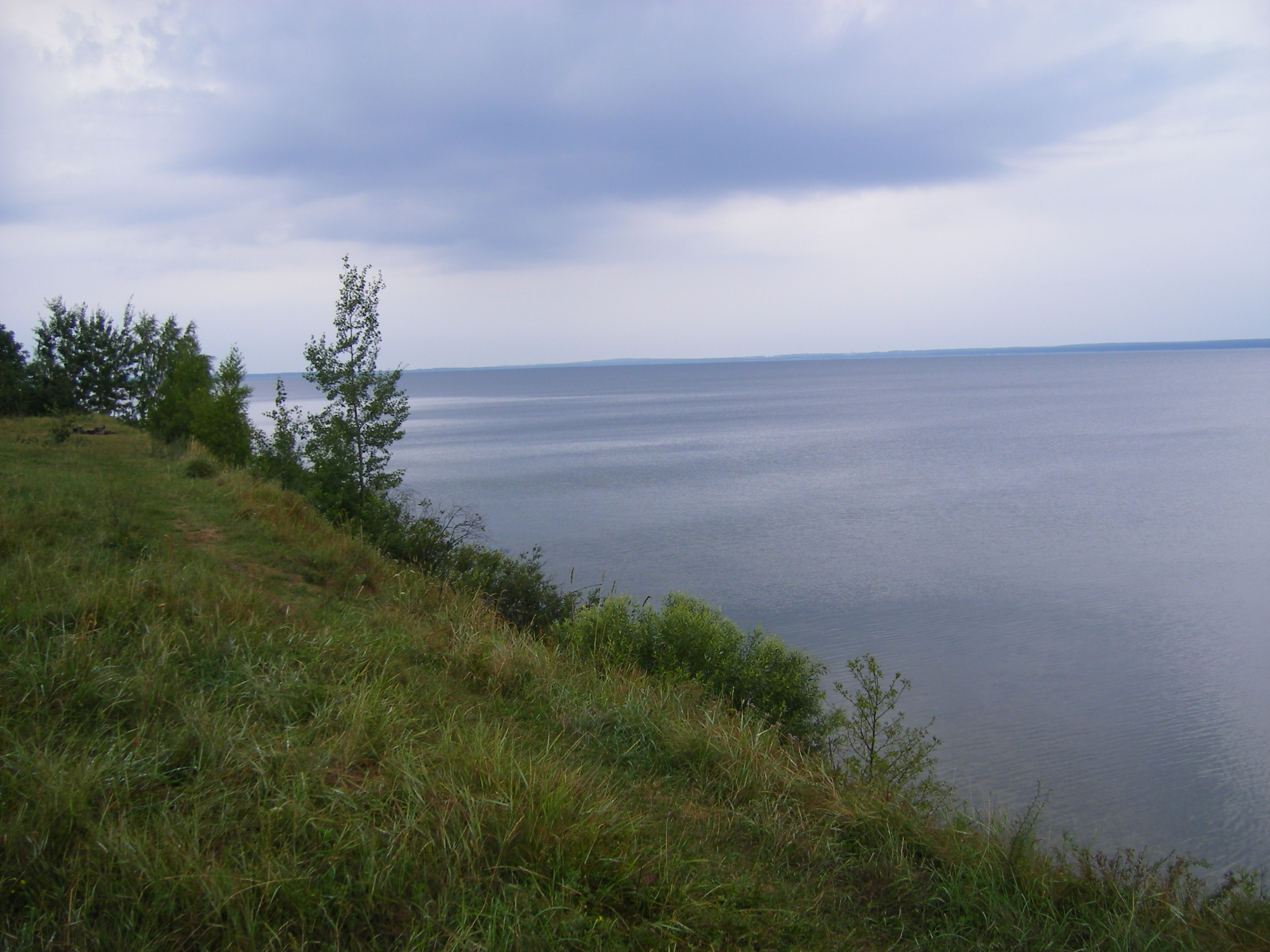
Naratsch

Im Rajon Mjadsel befindet sich der größte See von Belarus Naratsch.

## Geschichte
Der Rajon Mjadsel wurde am 15. Januar 1940 gebildet.